# Børnehjælpsdag (film fra 1907)
 For alternative betydninger, se Børnehjælpsdagen (flertydig). (Se også artikler, som begynder med Børnehjælpsdagen)
Børnehjælpsdag er en dokumentarisk optagelse fra 1907 foretaget af Peter Elfelt.

## Handling
Optog kører gennem Københavns gader. Kgs. Nytorv.